# 中華民國與美國斷交
1979年1月1日，中華民國與美利堅合眾國斷交（中華民國政府稱中美斷交，中华人民共和国政府則稱臺美斷交），指1978年12月《中华人民共和国和美利坚合众国关于建立外交关系的联合公报》簽署後的1979年元旦，美國與中華人民共和國建立外交關係，終止與中華民國之邦交、撤銷對中華民國政府之外交承认的事件，連帶導致《中美共同防禦協定》失效，美軍撤除派駐台灣的所有武裝部隊。不久美國政府即改以《臺灣關係法》與台灣人民維持雙邊非官方關係。此事也促成1980年代臺灣更加激烈的民主化運動。

## 背景
1949年中華民國政府在第二次国共内战中失利，最後敗退台灣，但隨著韓戰爆發後，台灣被納入全球冷戰體制的架構中，美國遂繼續支持中華民國政府及其國際地位，並與之簽署中美共同防禦協定，確保海峽兩岸之間不再爆發大規模衝突，並給予中華民國國際地位上的維持，持續擔任聯合國會員中的安理會常任理事國。
1969年尼克森開始擔任美國總統起，因中蘇交惡及美國欲改善在越南战争的困境，美國國安高層開始思考改善對中华人民共和国的關係以箝制苏联，先後藉由其他共產國家探詢接觸的意願，並於1971年派遣季辛吉兩度密訪北京，促成隔年尼克森訪華與中国共产党中央委员会主席毛澤東會晤，並於1972年簽訂《上海公報》，正式開啟雙方關係正常化的推動。

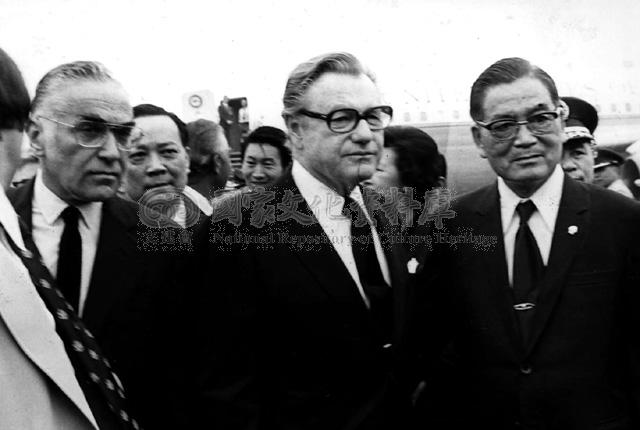
美國副總統洛克斐勒，以特使身份，於15日下午率特使團一行廿餘人，搭機抵達台北，參加蔣介石喪禮

1974年福特接替因水門案下台的尼克森擔任總統，仍將與北京關係正常化視為外交重點，由於1975年中南半島上的越南、柬埔寨兩地原有的親美政府發生更迭，美國外交政策飽受質疑，而共和黨內亦有反對美國轉向北京的意見，且因中國內部文化大革命尚未結束，局勢仍未明朗，促使福特總統任內美國與台北關係一度回暖，並放緩對北京的外交接觸。1975年4月蔣中正總統辭世，15日美國副總統洛克斐勒率團訪問弔唁，是斷交前不久到訪的最高級官員，但美方為避免可能激怒北京，弔唁團成員在出發前收到美國國務院囑託盡量避談外交事務，因此此行並未與台北高層有太多交流。
1976年民主黨籍的吉米·卡特當選美国总统，中華民國政府循慣例向新任總統發賀電，期待能與卡特政府維持緊密的雙邊交流，不過華府高層推動與北京關係正常化的步伐並未改變，且因卡特政府在內政方面推動的各項社會、行政、經濟改革方案在國會皆遭遇不小的阻力，甚至出現多次政府因預算未決而停擺，卡特為挽回逐漸流失的聲望，轉而寄望在透過外交重大突破重新鞏固支持者。

## 經過

### 華府及北京方面
1978年12月15日美東時區晚間9點（臺北、北京時間16日上午10點），美國總統卡特在白宮發表臨時談話，卡特談道：「以下我將宣讀一份共同公報，中華人民共和國的領導人也同時在北京簽署此份公報。」在同一时间，中華人民共和國外交部也同步對外發布建交公報資訊。此即《美利堅合眾國和中華人民共和國關於建立外交關係的聯合公報》（中美建交公報），並申明美國與中華人民共和國將於隔年元旦正式建立外交關係，將互設大使館，並“承认”（acknowledge，此词的汉译有争议）中華人民共和国的一中政策立場，停止與台北方面的外交關係，並將同美國建立外交關係，共同為促進區域和平穩定而合作。

### 台灣方面
1978年12月16日清晨兩點，時任新聞局副局長宋楚瑜喚醒熟睡中的總統蔣經國，告知北京與華府方面即將同時宣布建交，時任美國駐中華民國大使安克志也於三點時緊急求見蔣經國，告知卡特政府將於隔年1月1日與中華人民共和國正式建立外交關係，同時與中華民國斷交，吉米·卡特將會在7小時後正式對外宣布，蔣經國隨即召來黨政軍要員至七海官邸徹夜商討對策，並於同日上午發表臨時談話，斥責美國背信忘義、拋棄盟友，政府將盡最大的努力維持穩定，同時下令即將舉行的增額中央民意代表選舉（中華民國第一屆立法委員第三次增額選舉）暫時停止。
12月19日，中國國民黨召開第十一屆中央委員會第三次全體會議，由中國國民黨黨主席蔣經國主持，並由行政院院長孫運璿報告政府因應作為，外交部常務次長錢復分析美國此外交決策的原因，蔣經國也重申政府不會與對岸展開任何談判，並堅持中華民國的法統地位。
與此同時，台北方面也希望藉由當時在美國政治及經濟的人脈，反制卡特政府與聯合美國國會力挽狂瀾，例如時任中國石油公司董座胡新南就奉命前往美國拜會美國各石油公司，期望藉由美國石油業者的影響力為台北爭取更多的時間與條件。

## 後續

### 斷交談判
1978年12月22日，中華民國外交部次長楊西崑前往美國國務院磋商斷交後各項關係的維持，並鼓舞駐美使館人員的士氣。1978年12月27日，美國政府派出高階代表團前來商討斷交後事宜，並由美國副國務卿克里斯多福率團抵達松山機場。負責接機的外交部常務次長錢復在接待記者會上用英文表示無法諒解美方的決定，也指責美方此舉是罔顧中華民國的政府及人民。代表團車隊駛離機場後遭到大批義憤的民眾包圍，民眾向代表團的座車投擲雞蛋與石塊，部分人士甚至以竹竿擊破座車的擋風玻璃，讓陪同的安克志大使受傷，克里斯多福也受到極大驚嚇，一度立即要求返回美國。卡特政府也立即向台北施壓，要求蔣經國保證代表團安全，否則停止一切談判，待蔣經國應允後才開始進行談判。當時擔任國立政治大學訓導長的閻沁恆教授日後受訪時坦承：各校都被分配動員抗議名額，政大也被分配了20餘部遊覽車，也就是一千多位同學到機場出口排隊抗議，兩個月後教育部還為此犒賞相關人員去日韓旅遊十幾天。:216
由於此時美方已決議滿足北京方面所提的要求，美國代表團對台北所提出的「持續不變、事實基礎、安全保障、妥定法律、政府對政府關係」等五項訴求不予接受，且堅持未來將僅維持非官方關係，也不願意多談技術性細節。12月29日美國代表團離台，此後雙邊談判移往華府繼續進行。
此時美方拒絕台北再派遣外交代表團前往華府，蔣經國於是任命尚在美國的楊西崑兼任總統特使，全權處理對美外交談判，經過長達兩個月的馬拉松談判後，終於大致談妥派駐機構使用的非官方名稱，還有駐美辦事機構的職責以及數量（由15個縮減為8個），但已是台北方面竭力所能爭取的條件。

### 制定臺灣關係法
由於卡特政府斷交的決定過於倉促，遲至1979年1月29日才向美國參議院提出「台灣授權法案」（Taiwan Enabling Act），內容大致提及美國仍對台灣維持非官方關係，以及設立在台代表機構的相關規範，並且沒有提及對台灣安全保障的相關條文。此時美國參眾兩院議員普遍不滿卡特總統於國會休會期宣布此重大政策，且事先未徵詢過國會意見，因此認為應盡速提出比「台灣授權法案」規範更完整的內容。1979年2月28日，眾議院外交委員會主席克萊門特·扎布洛基提出《台灣關係法》草案，內容提及台灣安全、軍售、經貿、文化等諸多內容，並在隔月28、29日在眾議院及參議院表決通過，分別在眾議院以339票贊成50票反對及參議院85票贊成4票反對的懸殊情況下過關，最終在4月10日由卡特總統批准通過。

### 駐台美軍撤離
北京與華府達成建交決定後，華府答應北京提出的「斷交、廢約、撤軍」三項條件，美國國務院也立刻知會臺北，《中美共同防禦協定》將於一年後，即1980年1月1日起失效，同時也開始駐台美軍部隊的撤離計畫，代號是美軍協防台灣司令部506x號作戰計劃，隨後被命名為「火砲裝甲行動（Operation Battery Plate）」，1979年4月美軍取消美軍協防台灣司令部、美軍顧問團等編制，末任司令林德也於4月28日搭機離台，同年5月3日所有美軍皆撤離台灣，結束戰後的美軍駐台歲月。
美軍從台灣撤離人員和處置資產的過程持續了一年時間，分為兩個階段：第一階段為1979年1月1日到1979年4月30日，主要任務是撤離美國在台灣的軍事人員及其家屬，以滿足卡特總統在中美建交聲明中提出的政治要求，並完成對美軍在台不動產、戰爭儲備物資等其他資產的初步處置；第二階段是從1979年5月1日到1979年12月31日，主要解決第一階段中未完成的任務，實現對餘下資產的產權移交或物資轉移工作。前一個階段主要由「美軍協防台灣司令部」等美國軍事人員直接與臺北方面進行交涉，在後一個階段，由於美軍已全數撤離，主要由「美國在台協會」負責合約簽署、產權移交等工作，太平洋司令部司令莫里斯·F·維斯納爾海軍上將扮演了重要的決策指導與協調職能。

### 台灣民眾反應

#### 自強救國運動
當台灣民眾得知中華民國失去與美國的外交關係後，民間瀰漫悲憤與不安的情緒，為維持社會穩定與凝聚人心，當時行政院在國庫設立「自強救國基金」，呼籲團結共赴國難，並結合演藝界人士共同宣傳，將民間輿論導向為愛國運動。此計畫在各地公司行號、商店、政府機關設置募款箱，募款而得的經費將會用於投注在國防預算，部分企業主也主動進行大額捐款，例如台塑企業時任董事長王永慶親赴總統府捐款五千萬元。
1979年3月20日，蔣經國裁示將會動支部分愛國基金採購戰鬥機強化國軍戰力，最終以愛國基金中的25億元新台幣向美國採購18架F-5E型戰鬥機，其配屬之空軍部隊也改名為「自強中隊」。

#### 海外移民潮
由於自1970年代起，中華民國在國際上的空間日趨嚴峻，經歷聯合國大會第2758號決議與對美國斷交後，部分旅居海外的中華民國國民開始選擇要久居當地，部分社經條件較佳的在台人士也開始設法離開台灣或取得外國國籍，光是美國從1980年到1999年這20年間就有270,621人（不含留學生）來自台灣的移民，這些移民也大多以北美為目的地，如今大部分已在海外落地生根。

## 影響
中華民國與美國失去正式外交關係後，原有的駐美大使館及駐華大使館皆撤銷閉館，負責雙邊溝通的組織改為民間性質，分別為「北美事務協調委員會」（現更名為臺灣美國事務委員會）與「美國在台協會」，並派駐單位則分別為「駐美國臺北經濟文化代表處」及「美國在台協會台北辦事處」。
在1949年中華人民共和國成立之初，美國並不承認北京的外交地位，1955年起雙方透過駐日內瓦和波蘭外交人員進行事務性對談（中美大使級會談），並維持此模式至1970年代。1972年上海公報發布後轉為常態性直接交往，1973年美國直接在北京設立駐北京聯絡處，北京亦在華府設立實質外交機關（駐美國聯絡處）。1979年雙方建交後，原有的聯絡處皆升格為大使館，並彼此設置領事館。